# Delbert Lamb
Delbert Thomas Lamb (* 22. Oktober 1914 in Milwaukee, Wisconsin; † 25. September 2010 in Franklin, Wisconsin) war ein US-amerikanischer Eisschnellläufer, der auf den Sprint spezialisiert war.

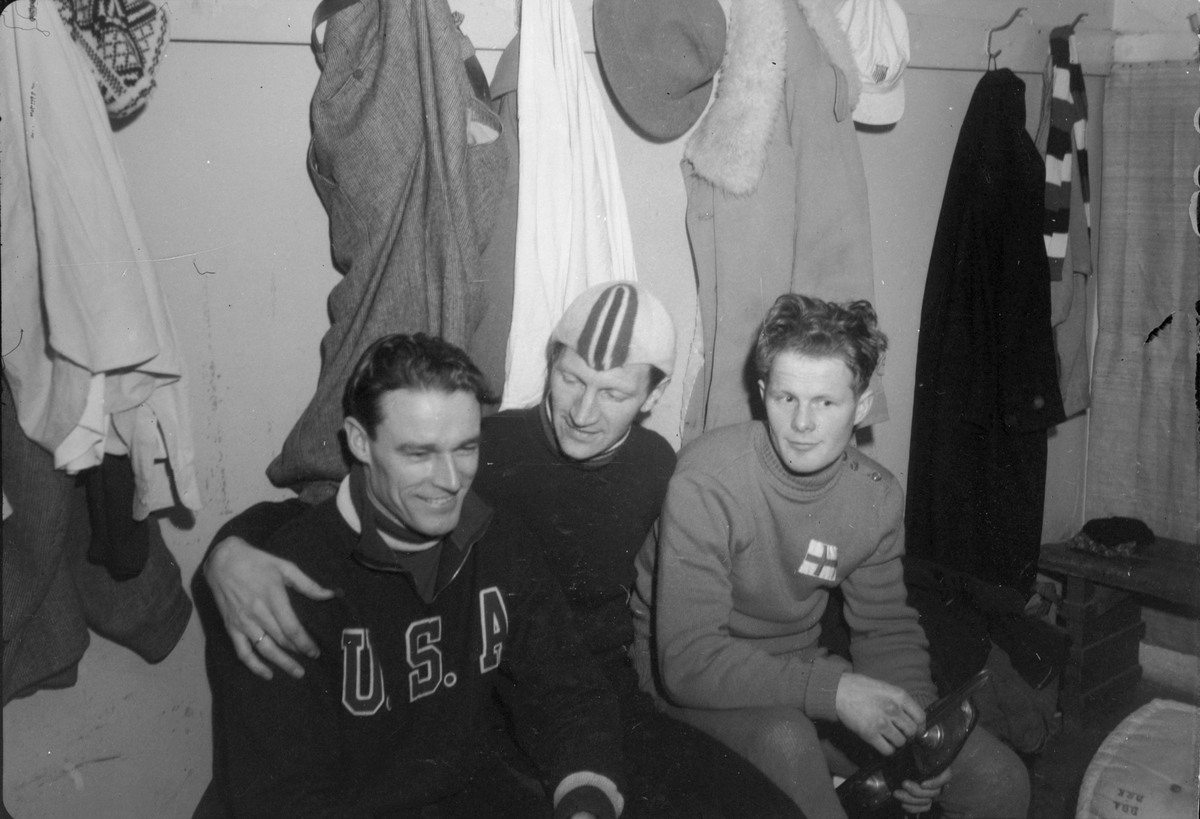
Delbert Lamb, (links), Henry Wahl (Mitte) und Kauko Salomaa (rechts), 1951

Bei den Olympischen Winterspielen 1936 in Garmisch-Partenkirchen belegte er über 500 m den 5. Platz, 1948 in St. Moritz wurde er Sechster. 1969 wurde er in die National Speedskating Hall of Fame aufgenommen.